# جاستن روبنسون
جاستن روبنسون (بالإنجليزية: Justin Robinson)‏ مواليد 17 أكتوبر 1987 في إنجلترا، هو لاعب كرة سلة بريطاني بدأ مسيرته الاحترافية في سنة 2011 ويحمل الرقم 15. لعب مع منتخب بريطانيا لكرة السلة.

## روابط خارجية
- جاستن روبنسون على موقع الاتحاد الدولي لكرة السلة (الإنجليزية)
- جاستن روبنسون على موقع كرة السلة الأوروبية.كوم (الإنجليزية)
- جاستن روبنسون على موقع كلية كرة السلة في سبورتس رفرنس.كوم (الإنجليزية)
- جاستن روبنسون على موقع ريلجم (الإنجليزية)
- جاستن روبنسون على موقع بروبوليرز (الإنجليزية)
- جاستن روبنسون على موقع سبورتس رفرنس (الإنجليزية)